# WAM NET
WAM NET（ワムネット）は、福祉全般に関するポータルサイトである。現在は独立行政法人福祉医療機構が運営を行っている。WAM NETの名前は、Welfare And Medical Service NETwork Systemからきている。

## 概要
WAM NETは2000年3月1日に介護保険制度の発足前に開設した。当初は、介護保険事業所等のデータベース化を図るなど、介護保険制度の円滑実施に向けた一環として開設されたが、現在は厚生労働省の行政情報をはじめ、医療機関や障害者自立支援法における事業所の紹介等、福祉全般に関する情報が公開されている。
当初は、社会福祉医療事業団が開設し、運営を行っていたが、現在は独立行政法人福祉医療機構が運営を行っている。